# Violeta Ninova
Violeta Nikolaeva Ninova (in bulgaro Виолета Николаева Нинова?; 19 agosto 1963) è un'ex canottiera bulgara.

## Palmarès

### Olimpiadi
- 1 medaglia:
  - 1 bronzo (Seul 1988 nel due di coppia)

### Mondiali
- 3 medaglie:
  - 1 oro (Copenaghen 1987 nel due di coppia)
  - 2 bronzi (Duisburg 1983 nel quattro con; Hazewinkel 1985 nel due di coppia)